# Rösslerov lom
Pomnik przyrody Rösslerov lom – pomnik przyrody (stopień ochrony: 4) o powierzchni 2,38 ha, zlokalizowany na Słowacji, w obrębie Bratysławy (powiat Bratysława III) na południowo-wschodnim skraju Małych Karpat (stok wzgórza z częścią miasta o nazwie Briežky).

## Historia
Pomnik przyrody (geologiczny) w tym miejscu (o dokładnej powierzchni 23 828 m²) został ogłoszony w 1990. 

## Geologia
Chroni wychodnię granodiorytu w dawnym kamieniołomie. Stanowisko jest ważne z naukowego, ekologicznego i dydaktycznego punktu widzenia - ta formacja skalna jest jednym z budulców Małych Karpat. Oprócz granodiorytu można tu znaleźć okazy krzemienia, muskowitu, plagioklazów, cyrkonu, berylu, czy monacytu.

## Turystyka
Do kamieniołomu nie prowadzi żaden znakowany szlak turystyczny. W pobliżu przebiega linia tramwajowa, znajduje się przystanek kolejowy Bratislava Vinohrady i szosa wylotowa na Svätý Jur.